# Matthias Klotz (peintre)
Pour les articles homonymes, voir Matthias Klotz.
Matthias Klotz, né le 25 février 1748 à Strasbourg, et mort le 21 mars 1821 à Munich, est un peintre de scène de théâtre et un lithographe.

## Biographie
Né en 1748 à Strasbourg, Matthias Klotz est un élève de Haldenwanger dans sa ville natale.
Il déménage ensuite à Stuttgart, où il travaille avec Scotti et Guibal.
En 1775, il devient peintre décorateur pour le théâtre de Mannheim, après avoir visité les principales villes d'Allemagne.
En 1778 il se rend à Munich où il meurt le 21 mars 1821.